# Лауру-Мюллер (Санта-Катарина)
Лауру-Мюллер (порт. Lauro Müller) — муниципалитет в Бразилии, входит в штат Санта-Катарина. Составная часть мезорегиона Юг штата Санта-Катарина. Находится в составе крупной городской агломерации Агломерация Карбонифера. Входит в экономико-статистический микрорегион Крисиума. Население составляет 13 359 человек на 2006 год. Занимает площадь 270,508 км². Плотность населения — 49,4 чел./км².

## История
Город основан 6 декабря 1956 года.

## Статистика
- Валовой внутренний продукт на 2003 составляет 80.545.562,00 реалов (данные: Бразильский институт географии и статистики).
- Валовой внутренний продукт на душу населения на 2003 составляет 5.979,18 реалов (данные: Бразильский институт географии и статистики).
- Индекс развития человеческого потенциала на 2000 составляет 0,800 (данные: Программа развития ООН).

## География
Климат местности: субтропический.